# 아, 나의 젊음이여
《아, 나의 젊음이여》(튀르키예어: Gençliğim Eyvah 겐츨리임 에이바[*])는 2020년 방영된 터키의 텔레비전 드라마이다.